# Caran d'Ache
Caran d'Ache (вимовляється Каран д'Аш) — швейцарська компанія-виробник канцелярських товарів та художніх матеріалів. Компанія була створена в 1915 році, виробляє широкий асортимент продукції, включаючи кольорові олівці, графітові олівці, пастелі, авторучки, кулькові ручки, механічні олівці, маркери, фарби гуаш та чорнильні картриджі.

## Історія
Компанія була заснована як "Fabrique Genevoise de Crayons" у Женеві в 1915 році, коли Арнольд Швейцер придбав фабрику олівців "Екрідор".  У 1924 році Арнольд Швейцер перейменував компанію на Caran d'Ache, на вшанування прізвиська французького сатиричного політичного карикатуриста Емануеля Пуаре (який, у свою чергу, взяв його ім'я від карандаш (karandash), Українською мовою олівець, що походить від тюрк. *karadaš — «чорний камінь»). 
У 1974 році компанія перенесла виробничі потужності до Тонексу, муніципалітет кантону Женева . Компанія також відома завдяки використанню в ручках дорогоцінних алмазів. В 1999 році ручка Modernista Diamonds була включена до Книги рекордів Гіннеса як «найдорожча ручка у світі». 

## Продукти
Деякі продукти Caran d'Ache виробляються вже протягом багатьох років, вони включають:  
- Technograph, класичний олівець, представлений у 1920-х роках. На сьогоднішній день це найстаріший продукт
- Fixpencil, механічний олівець, винайдений Карлом Шмідом в 1929 році.
- Prismalo, перший акварельний олівець у світі, випущений в 1931 році.
- Neocolor (1952), серія восково-олійних кольорових олівців, була замінена у 1972 році на акварельні
- Ecridor (1953), спочатку задумана як альтернатива Fixpencil, пізніше було додано кулькову ручку до лінійки, щоб представляти її як предмет розкошу
- 849 кулькова ручка 1969 року, наступник Ecridor
- Medison, перша авторучка, виготовлена фірмою
- 6901 Luminance (2010), новий асортимент кольорових олівців

## Галерея

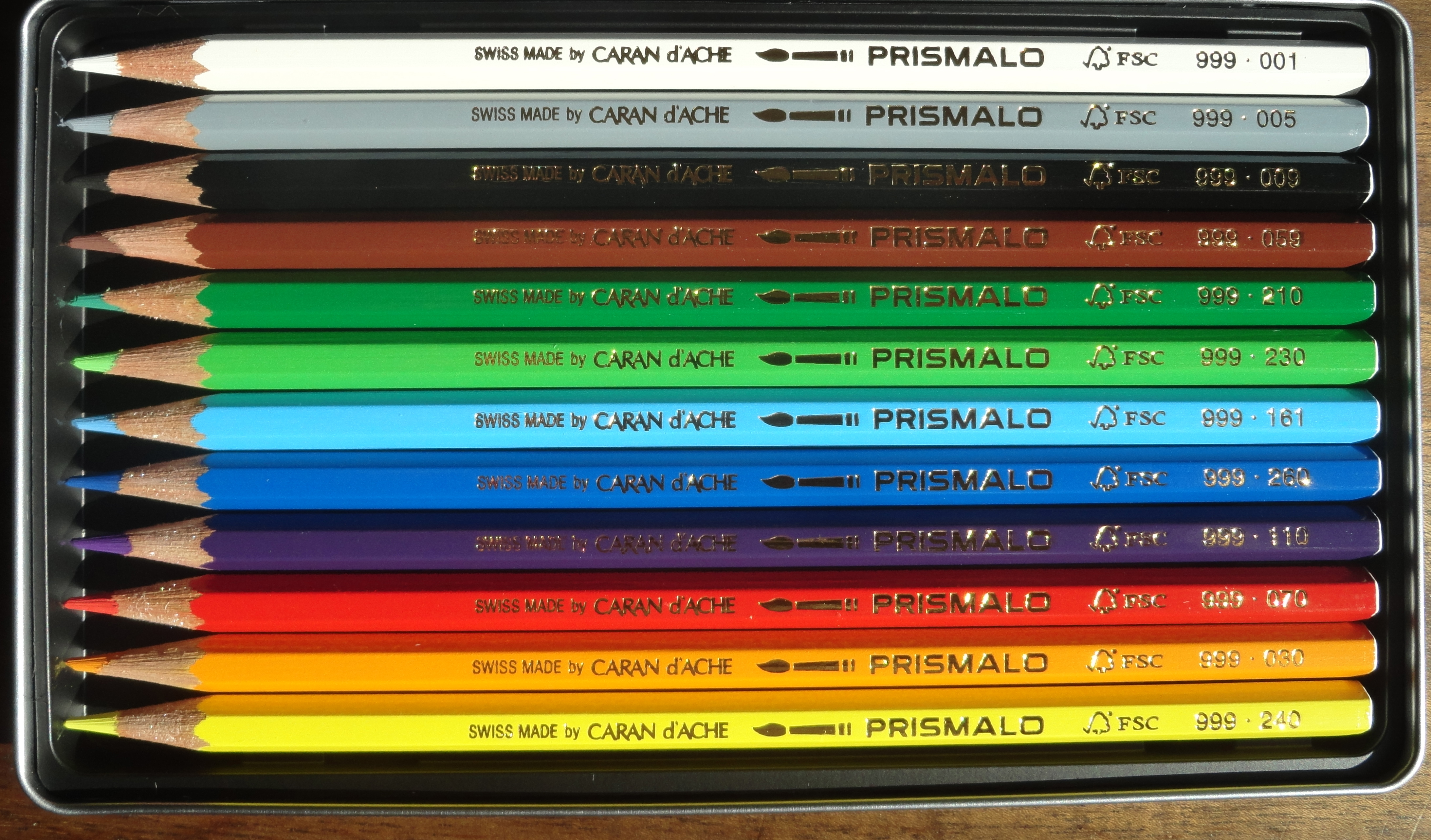
Кольорові акварельні олівці Prismalo
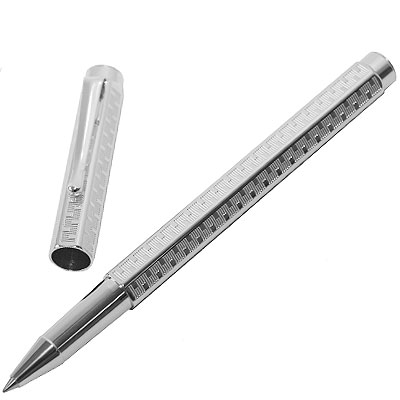
Ручка преміум класу
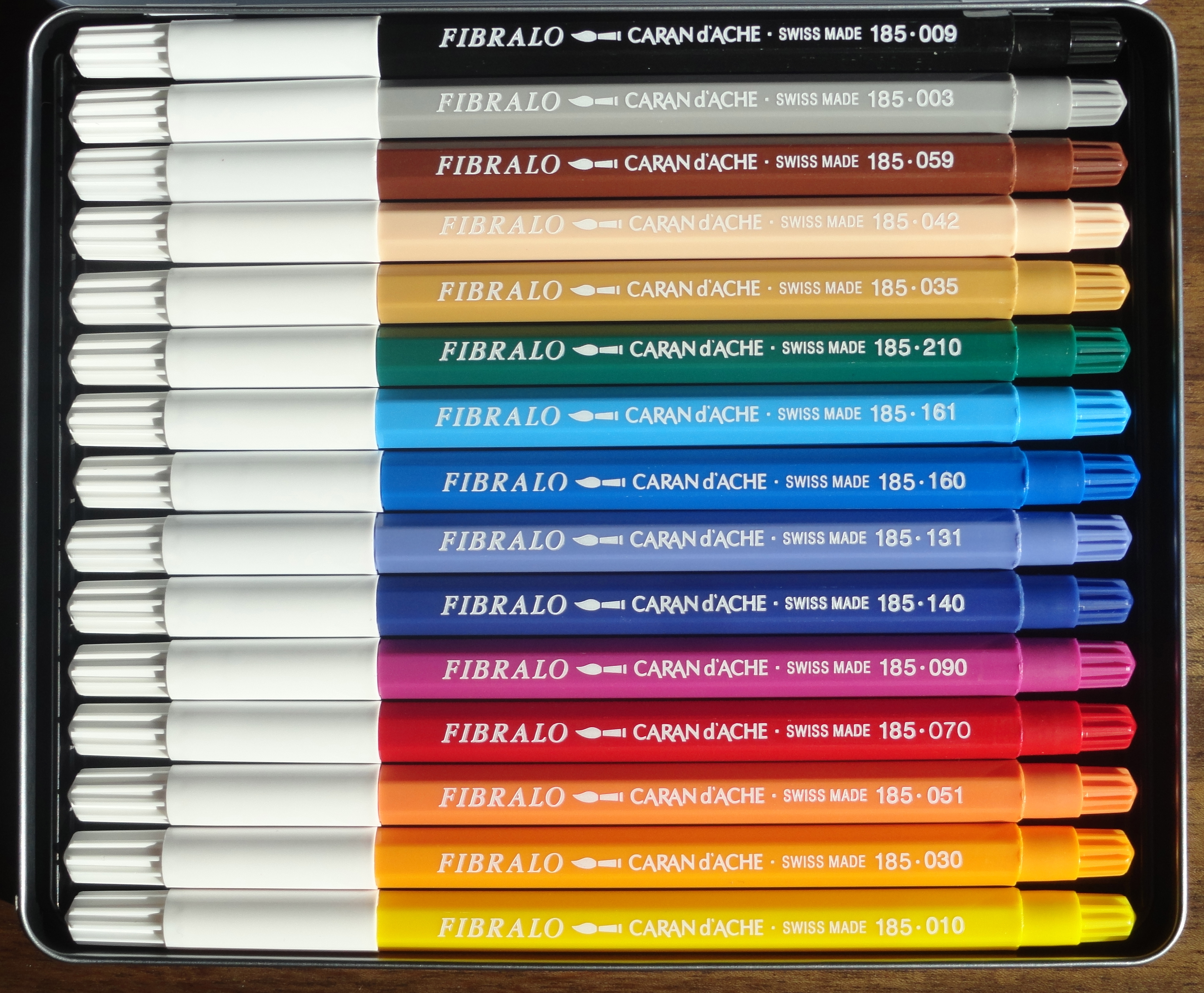
Фломастери
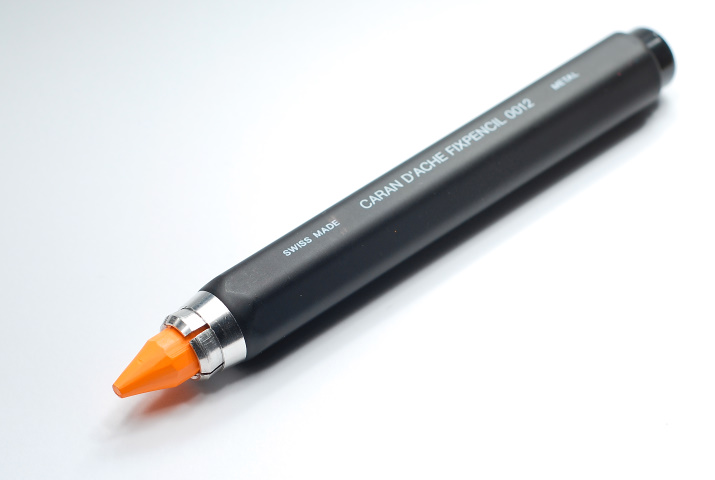
Тип механічного олівця
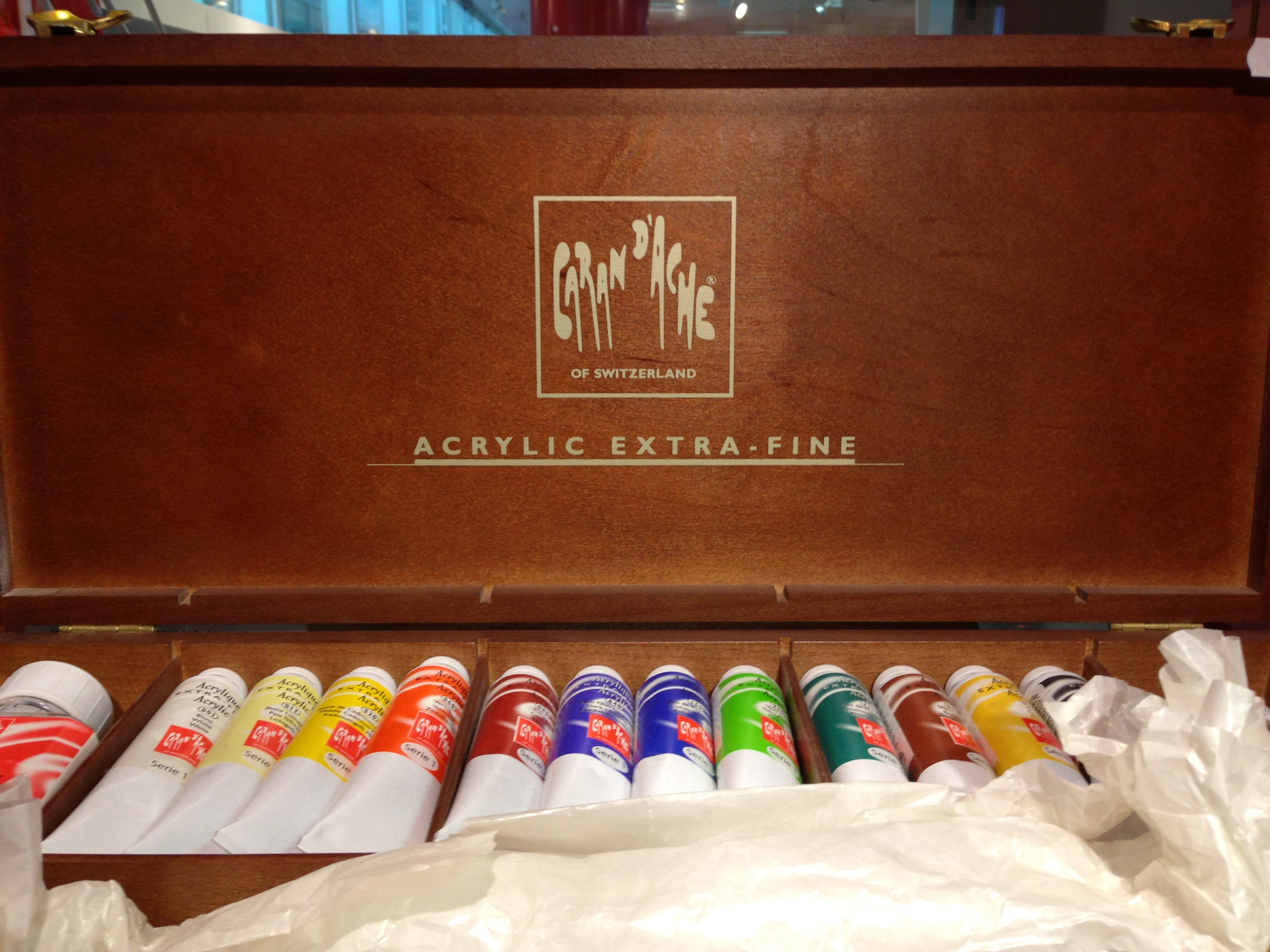
Акрилові фарби
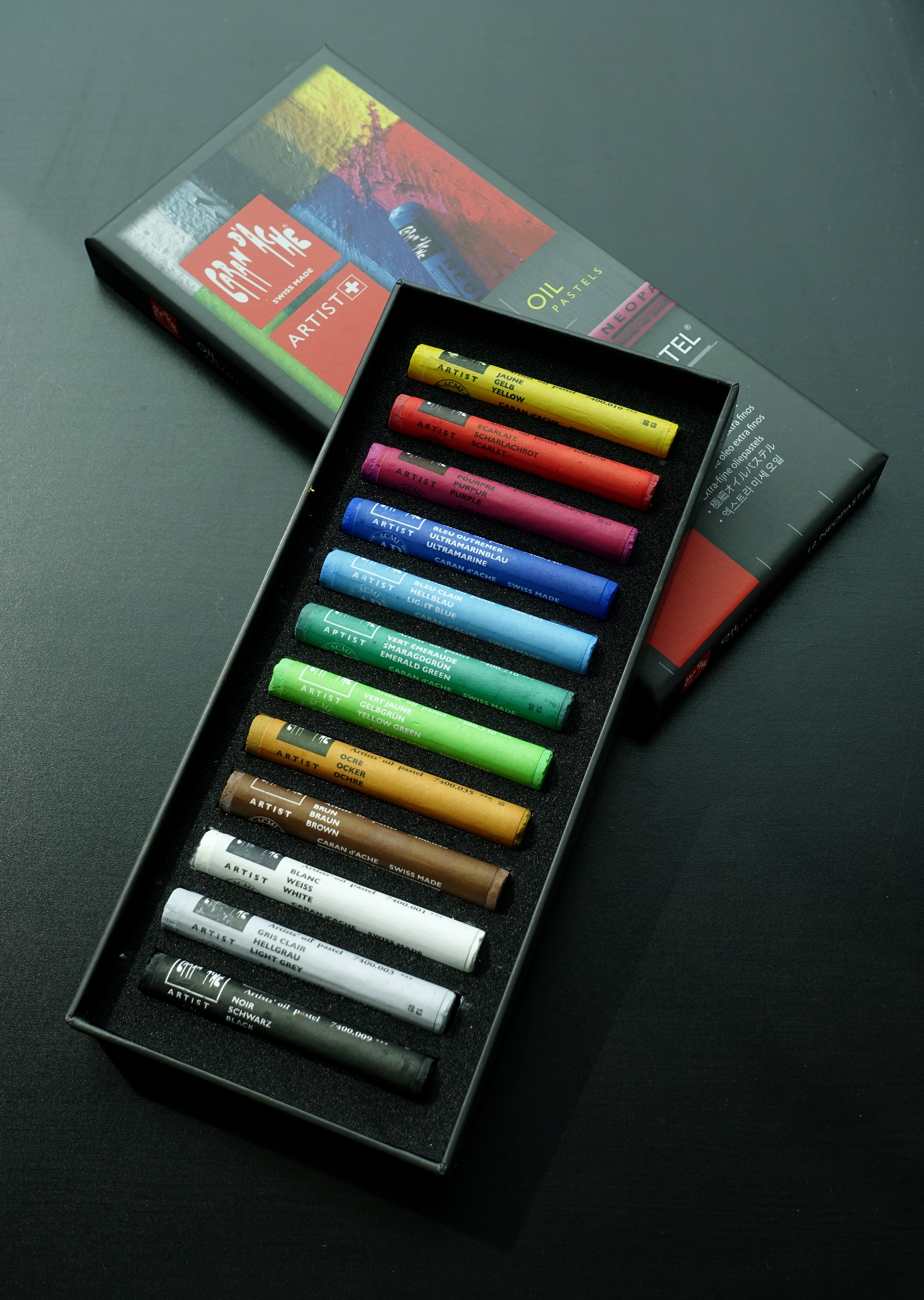
Олійна пастель

1. 1 2  Caran d'Ache history from official website. Carandache.ch. Архів оригіналу за 29 жовтня 2011. Процитовано 1 листопада 2011. [Архівовано 2011-10-29 у Wayback Machine.]
2. 1 2 3  Meet the brand [Архівовано 2 грудня 2020 у Wayback Machine.] on Cult Pens
3. 1 2  Band story - Caran d'Ache [Архівовано 13 жовтня 2020 у Wayback Machine.], 22 Oct 2019
4. ↑  CARAN d'ACHE > La Maison > La Maison > Histoire. Carandache.ch. Архів оригіналу за 29 жовтня 2011. Процитовано 1 листопада 2011. [Архівовано 2011-10-29 у Wayback Machine.]
5. ↑  Caran d'Ache celebrates 100 years [Архівовано 13 жовтня 2020 у Wayback Machine.] on Craft Business, 2015